# Robert Zoellick

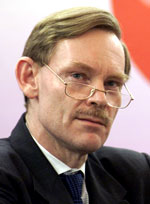
Robert B. Zoellick

Robert Bruce Zoellick (IPA: [zɛlɪk]) (Naperville, Illinois, 1953. július 25.) egyesült államokbeli köztisztviselő. Zoellick tagja volt George H. W. Bush és George W. Bush amerikai elnökök kormányainak. 2001. február 7-től 2005. február 22-ig az Egyesült Államok Kereskedelmi Képviselője volt. 2005. február 22-től 2006. július 7-ig az USA külügyminiszter-helyetteseként dolgozott. 2007. július 1-jétől 2012. június 30-ig a Világbank 11. elnöke volt.
George W. Bush amerikai elnök Zoellicket jelölte 2007. május 30-án a Világbank elnökének a korábban visszalépett Paul Wolfowitz helyére. Robert Zoellick 2007. július 1-jétől hivatalosan is a Világbank elnöke.

## Életrajz
Zoellick szülővárosában, Naperville-ben nőtt fel és német felmenőkkel rendelkezik. 1971-ben érettségizett a Naperville Central Középiskolában. Ezt követően a Harvard Egyetemen tanult jogot és politikatudományokat, 1981-ben kapta meg a diplomáját.
1985-től 1988-ig számos különféle pozíciót töltött be az amerikai Pénzügyminisztériumban. Ronald Reagan elnöksége alatt James Baker pénzügyminiszter tanácsadója volt.
Zoellicket Németország-ismerőként tartják számon. A berlini fal leomlása után, mint ENSZ-küldött vett részt a kettő-plusz-négyes tárgyalásokon egy gyors újraegyesítés érdekében.
Miután James Bakert az idősebb Bush elnöksége alatt külügyminiszternek nevezték ki, Zoellick a gazdasági és mezőgazdasági ügyek államtitkárává, továbbá a miniszter tanácsadójává vált.
1992 augusztusában a Fehér Ház kabinetvezetője és az elnök tanácsadója lett.
1993-ban kilépett az állami szolgálatból és 1997-ig a Fannie Mae jelzálogbank (Nemzeti Szövetségi Jelzálog Társulat) alelnökeként dolgozott. Ezt követően nemzetbiztonsági tanulmányokat tanított az Egyesült Államok Tengerészeti Akadémián (1997-től 1998-ig), kutatott a Harvard Egyetemhez tartozó Belfer Center Tudományos és Nemzetközi Ügyek intézetben, tanácsadó a Goldman Sachs befektetási banknál. 1998-ban Zoellick egyike volt azon aláíróknak – Richard Armitage, John Bolton, Francis Fukuyama, Robert Kagan, Zalmay Khalilzad, Richard Perle, Donald Rumsfeld és Paul Wolfowitz mellett-, akik a New American Century neokonzervatív Think Tank Projekt nevében az akkori elnöknek, Bill Clintonnak levelet intéztek, és amelyben az iraki tömegpusztító fegyverek veszélyére hívták fel a figyelmet és vehemensen kiálltak Szaddám Huszein eltávolítása mellett(„ […] elmozdítani Szaddám Huszeint és kormányát a hatalomból.”).
A 2000-es amerikai elnökválasztási kampányban tagja volt Condoleezza Rice-szal együtt a „The Vulcans” nevű csoportnak, melynek feladata a George W. Bush-nak való külpolitikai tanácsadás volt. A választást követően 2005-ig az Egyesült Államok Kereskedelmi Képviselője pozícióját betöltve a G. W. Bush-kormányzatba tartozott, továbbá felelős volt az USA nemzetközi Kereskedelmi politikájáért. Ezen pozícióból vett részt a Kínai Népköztársaság és a Kínai Köztársaság (Tajvan) WTO-hoz való tárgyalásain, és a Doha-ban esedékes WTO-miniszterkonferencián. Támogatta a Közép-amerikai Szabad Kereskedelmi Egyezmény(Central American Free Trade Agreement, DR-CAFTA létrehozását.
2005. január 7-én az elnök Zoellicket külügyminiszter-helyettesnek jelölte, február 22-én foglalta el a hivatalát Condoleezza Rice irányítása alatt. Tevékenységének egyik középpontja a Kína irányában való amerikai politika újraszervezése volt. 2006-ban lemondott és csatlakozott a Goldman Sachs-hoz. A sajtó értesülései szerint lemondásának egyik oka volt, hogy a 2006. július 7-én mandátumát elhagyó John W. Snow pénzügyminiszternek nem őt választották ki utódául.
Zoellick számos vállalat elnökségében volt már tevékeny: Alliance Capital, Said Holdings és a Precursor Csoport, tanácsadó az Enron-nál és a Viventures-nél, az Aspen-Intézet Stratégiai Csoport elnöke. William Cohen védelmi miniszter alatt a Védelmi Politika Tanácsadó Bizottság tagja. Tagja a Külpolitikai Think-Tank Tanácsnak és a Trilaterális Bizottságnak. Háromszor vett részt a Bilderberg-konferencián.
2006. június 19-én jelentette be lemondását és csatlakozott a Goldman Sachs befektetői csoporthoz, mint főigazgató és a cég Nemzetközi Tanácsadó részlegének elnöke.
2007. július 1. és 2012. június 30. között a Világbank elnöke volt. Azóta a Harvard Egyetemen folytat kutatómunkát.